# Zdzisław Martyna
Zdzisław Martyna (ur. 1 stycznia 1951 w Białej) – polski samorządowiec, nieprzerwanie od 1982 do 2014 zarządzający gminą Korfantów kolejno jako naczelnik (do 1990), wójt (od 1990 do 1993) i burmistrz (od 1993).

## Życiorys
Zdobył wykształcenie wyższe. Działał w Polskiej Zjednoczonej Partii Robotniczej, był sekretarzem jej gminnego komitetu. 16 stycznia 1982 na fali zmian karnawału „Solidarności” został naczelnikiem gminy Korfantów. Po reformie w 1990 objął stanowisko wójta, a po nadaniu praw miejskich od 1993 pozostawał burmistrzem. Po 1989 uzyskał poparcie NSZZ „Solidarność”. W 2002, 2006 i 2010 wybierano go w wyborach bezpośrednich, w 2002 i 2006 wygrywał w pierwszej turze. Zasiadał w komisji rewizyjnej polskiej strony Euroregionu Pradziad z siedzibą w Prudniku. W 2011 kandydował do Sejmu z listy Sojuszu Lewicy Demokratycznej.
W 2014 nie ubiegał się o reelekcję, kandydował natomiast bezskutecznie do rady powiatu nyskiego w 2014 (z ramienia lokalnego komitetu) i ponownie w 2018 (z listy Koalicji Obywatelskiej). Był jednym z najdłużej urzędujących zarządców gmin w Polsce, w tym według stanu na 2014 burmistrzem o najdłuższym stażu. Dwukrotnie wyróżniony tytułem mistrza gospodarności w województwie opolskim. Po zakończeniu urzędowania został naczelnikiem wydziału rolnictwa i ochrony środowiska w urzędzie miejskim w Nysie, w 2017 przeszedł na emeryturę. Objął też funkcję szefa Ochotniczej Straży Pożarnej w Korfantowie.
W 2010 otrzymał Złoty Krzyż Zasługi.